# 오오츠카 치카오
오오츠카 치카오(일본어: 大塚周夫, 1929년 7월 5일~2015년 1월 15일)는 일본의 남성 배우, 성우, 나레이터이다. 아오니 프로덕션 소속이며, 극단 배우소 극장 등에서 활동하였다. 도쿄도 출신이며 오오츠카 아키오의 아버지이다. 2015년 1월 15일 허혈성 심부전으로 인하여 85세로 사망하였다.

## 인물
- 큰아버지는 일본의 로댕이라고 취급받는 아사쿠라 후미오(朝倉文夫)인데, 그와 아들의 이름을 이쪽이 지어주었다. 아버지의 이름은 오오츠카 타츠오이며, 이쪽도 큰아버지처럼 조각가였다.
- 기존에는 조각가였던 아버지와 큰아버지의 가족들이 도쿄 대공습으로 인한 피해를 보지 않기 위해 도쿄도 근처에 있는 카나가와현 가와사키시로 잠시 이사로 간 당시에는 본인이 조각가 무용수를 꿈꾸었으나 전쟁 때문에 이 꿈을 접었다가 전쟁 이후 잠시 댄서로 활동하다가 다리에 결핵균이 들어가 다리를 못 쓰게 되어 댄서를 완전히 접고 성우를 하게 되었다. 향년 85세였던 그도 죽기 전까지 활발하게 활동했다.
- 일본 성우계에선 한때 군기반장으로 그 이름도 유명했었다. 카유미 이에마사, 카미야 아키라 등의 원로 성우 중에도 '이 분한테 혼나지 않은 분이 없다' 는 말이 있다. 또 업계에서 유명한 우츠미 켄지도 이 사람에게 꼼짝 못했다. 
  - 별개로 아들 아키오도 현재 아버지처럼 후배들에게 엄격한 선배라고 한다. 여담으로 여기서 말하는 '군기반장' 은 솔선수범하고 책임감 있게 현장 분위기를 이끌어나가 주고 후배들에게 칭찬과 격려, 조언과 쓴소리도 빠짐없이 해주는 사람을 의미한다. 생전 그와 아들의 인터뷰를 보면 직업에 대한 애착과 자부심이 강해서 업계에 대한 비판과 후배들을 향한 조언을 알 수 있다.
  - 후배들은 최고참이었던 치카오에게 말을 잘 걸지 못했지만, 본인이 댄서로 일을 시작했기 때문에 녹음실에서 춤 실력으로 분위기를 부드럽게 해 준 적이 있었다.
- 여담으로 아들 아키오가 성우가 된 이유는 그가 아들의 목소리가 단련되었다고 생각하고는 "성우 한 번 안 해볼 테냐?" 라고 말하며 아들을 에자키 프로덕션(현 마우스 프로덕션)의 사장에게 데려가 오디션을 보게 한 것부터가 계기였다.

## 출연작품
※ 굵은 글씨는 아들 오오츠카 아키오와 공동 출연

### TV 애니메이션
- 1963년
  - 철완아톰(미야모토 대위)
- 1967년
  - 오공의 대모험
- 1969년
  - 게게게의 키타로(제1작,제2작, 쥐 남자)
  - 해저소년 마린(사령)
  - 인풍캄이 외전(그림자)
  - 무밍(스틴키·카게미로)
  - 모에츠아 타로(1969년판)
- 1970년
  - 내일의 죠(코로마키 곤도)
  - 곤충 이야기 미나시코(코미총,핫치 미야마카 미키리 , 하치)
- 1971년
  - 노라쿠라(오크메)
  - 루팡3세 제1TV시리즈(이시카와 고에몽)
- 1972년
  - 데빌맨(드림)
  - 류이치 만화 극장 어부바 귀신(6상)
- 1973년
  - 가라테 바보 일대(호쿠다)
  - 제로 테스터(바르키스)
  - 바빌2세(요미)
  - 운사군(타르프)
- 1974년
  - 작은 바이킹빅케[스벤(2대)]
- 1975년
  - 감바의 모험(노로이)
- 1977년
  - 초인전대 바라타크(고르테우스 사령)
- 1978년
  - 우주전함 야마토2(바르제이 제독)
- 1979년
  - 시튼 동물기 다람쥐 배너（네스미의 논）
- 1980년
  - 프우문(레드노프)
  - 프레이맨4 지옥안의 천사들(로브 레스트)
  - 타올라라 아서 백마의 왕자(포스만)
- 1981년
  - 타이거 마스크2세(우주프로레슬링연맹의 맹주)
  - 철완아톰 (제2작, 란프)※제49화
- 1984년
  - 명탐정 홈즈 (모리아티 교수)
- 1986년
  - 청춘 애니메이션 전집
- 1987년
  - 가면의 닌자 아카가게(겐유사이)
  - 드래곤볼(타오파이파이)
- 1988년
  - 미스터 아짓코(카이바라 유우잔)
  - 싸워라!!라면맨[십자권흑용(15화), 저로모대왕(17~18화)]
- 1989년
  - 피터팬의 모험(후크 선장)
- 1993년
  - 닌타마 란타로(야마다 덴조)
- 1996년
  - 게게게의 키타로(제4작)
- 1997년
  - 김전일 소년의 사건부
- 1998년
  - 돌격! 빠빠라대(시라토리자와 아이)
  - 카우보이 비밥(닥터 론데스)
  - MASTER키튼(안도 레이·세뮤노후)
  - 유☆희☆왕(리드리·셀단)
  - 로도스도 전기-영웅기사전-(바그나드)
- 1999년
  - 신풍괴도 잔느(경찰서장)
  - THE 빅오（로스코・브이트제라르드）
  - B-비다맨 폭외전 빅토리V(비다 마스터)
  - ONE PIECE(골드로져)
  - 주간 스토리 랜드
- 2000년
  - 반드레드(짓짱)
  - 승부사 전설 테츠야 (보슈)
  - 사쿠라 대전TV
  - 디지몬 어드벤처(피에몬, 아포카리몬)
- 2001년
  - 반드레드 2 the second stage
  - 나지카 전격작전（리카로드 카이텔）
  - 헬싱(선대 헬싱경 아서 헬싱)※제10화
  - 폭전 슈트 베이 블레이드 시리즈(키노미야 류노스케)
- 2002년
  - 기강선녀 로우란(라우 하쿠호우)
  - 라제폰(리쿠도 쇼고)
- 2003년
  - WOLF'S RAIN(점주)
  - 은하철도 이야기(아벤트역 역장)
  - 소닉X ('Dr. 에그맨、제럴드 로보트닉)
  - 다카하시 루미코 극장(토우모토)
- 2004년
  - 에리어88（2004년판, 맥코이 영감)
  - 은하철도 이야기(역장)
  - 고쿠센(쿠로다 류이치로)
- 2005년
  - 우에키의 법칙(귀신)
  - 오뎅군(손님, 아이비의 남자, 타케오 할아버지)
  - 츠바사 크로니클(탄발)
  - 풀 메탈 패닉 The Second Raid(마로리경)
  - 성실하게 불성실한 쾌걸 조로리(루루)
  - 명탐정 코난(시타라 조이치로)
  - MONSTER(미하일 이워노웃치 페트로프)
- 2006년
  - 괴 〜ayakashi〜(시카이 이행)
  - N・H・K에 어서오세요!(초로의 남자)
  - Ergo Proxy(JJ책방)
  - 내각권력범죄 강제단속관 자이젠 죠타로(이마즈 히로시당)
  - 블랙잭21(의사회장)
- 2007년
  - 엘 카자드(엔리케)
  - 기동전사 건담00(이오리아 슈헨베르그)
  - 게게게의 키타로（제5작）
  - 시온의 왕(후나키이치 이츠키)
  - 지옥소녀 2기
  - 스파이다라이다즈 ~소생하는 태양~(브레이트)
  - 못케(사와다)
  - 레 미제라블 소녀 코제트(밀리 엘 주교)
- 2008년
  - 슬레이어즈REVOLUTION(해적의 두목)
  - 도라에몽(시라)
  - 묘지의 키타로(쥐 남자)
- 2009년
  - 게게게의 키타로（제5작, 검은 구름방)
  - 전장의 발큐리아(베르홀트 그레고르)
- 2010년
  - 누라리횬의 손자(누라리횬)

### 극장용 애니메이션
- 위대한 명탐정 바실(피제트)
- 뮬란(파주)
- 뮬란 2(파주)
- 토드와 코퍼(에이모스 슬레이드)
- 토이 스토리(햄)
- 토이 스토리 2(햄)
- 토이 스토리 3(햄)
- 피노키오(스트롱 불리)
- 기동전사 건담 0083 : 지온의 잔광(에이버 시냅스)
- 캡틴 하록(수칸)

### OVA
- 1988년
  - 은하영웅전설(춘 우 첸)
  - 기갑엽병 메로우링크(킥)
- 1989년
  - 수천동자(아이언 카이저)
  - 엔젤 캅(해커)
- 1991년
  - 기동전사 건담 0083 : 스타더스트 메모리(에이퍼 시나프스)
- 1995년
  - 비경탐혐대 팜&일(가르프)
  - 침묵의 함대(슈타이거)

### 게임
- 록맨 제로 (Dr. 바일)
- 2008년
  - 메탈 기어 솔리드 4: 건즈 오브 페트리어트 (빅 보스)
- 2011년
  - 철권 태그 토너먼트 2 (미시마 진파치)